# Ctenitis rubiginosa
Ctenitis rubiginosa là một loài dương xỉ trong họ Dryopteridaceae. Loài này được Brack. Copel. mô tả khoa học đầu tiên năm 1947.